# 江ノ浦村 (長崎県)
江ノ浦村（えのうらむら）は、長崎県北高来郡にあった村。1955年（昭和30年）に西隣の田結村と合併し、飯盛村となった。
現在の諫早市飯盛地域の東部にあたる。

## 地理
- 山：八天岳、飯盛山、佐田岳
- 島嶼：前ノ島、向島
- 台地：牧野台地
- 河川：江ノ浦川、山口川、石原川
- 港湾：千々石湾（橘湾）、江ノ浦漁港

## 沿革
- 1889年（明治22年）4月1日 - 町村制施行により、江ノ浦村のうち小ヶ倉名を除く区域をもって北高来郡江ノ浦村が発足[2]。
- 1955年（昭和30年）2月11日 - 田結村と合併して飯盛村が発足し、江ノ浦村は自治体として消滅。

## 地名
名を行政区域とする。大字は設置していない。
- 上原名
- 後田名[3]
- 久保名
- 佐田名
- 下釜名
- 中山名[4]
- 野中名[5]
- 開名[6]
- 平古場名
- 山口名

## 学校
- 江ノ浦小学校
- 江ノ浦中学校

## 名所・旧跡
- 三味線島台場跡
- 平古場城跡